# Astragalus kusnetzovii
Astragalus kusnetzovii är en ärtväxtart som beskrevs av Mikhail Grigoríevič Popov och S.S. Kovalevskaja. Astragalus kusnetzovii ingår i släktet vedlar, och familjen ärtväxter. Inga underarter finns listade i Catalogue of Life.